# 彭惠畴
彭惠畴，江西新昌人，清朝政治人物、進士出身。
道光十八年，登進士。道光二十一年（1843年）至道光二十二年（1844年），擔任利川知县。